# One Magnificent Mile
One Magnificent Mile ist ein Wolkenkratzer in der US-amerikanischen Großstadt Chicago. Das Bauwerk ist 205 Meter hoch und wurde 1983 fertiggestellt. In den 57 Geschossen des Hochhauses, die rund 96.000 Quadratmeter Nutzfläche bieten, befinden sich neben Büros auch 182 verschiedene Wohnungen im oberen Bereich. Das Gebäude verfügt über ein gekrümmtes Dach und über eine hellbraun schimmernde Fassade. Auf einem Teil des Dachs wurde sogar ein Grünstreifen eingerichtet. Das Büro Skidmore, Owings and Merrill war mit der Planung des Bauwerks beauftragt.